# Александар Субић
Александар Субић (Бања Лука, 27. септембар 1993) је српски фудбалер из Прњавора Републике Српске и БиХ. Игра на позицији левог бека. Алтернативна позиција овог фудбалера је лево крило.

## Клупски наступи
Александар Субић поникао је у омладинској школи ФК Борац Бања Лука. За сениорски тим дебитовао је у сезони 2011/12. у утакмици између Борца и Слободе из Тузле одиграној у Тузли, коју је Борац добио са 1:0. Субић је деби забележио уласком у игру од 83. минута тог сусрета. Први погодак у званичним мечевима за сениорски тим постигао је у сезони 2012/13. у победи Борца над Леотаром из Требиња 5:0 на Градском стадиону у Бањој Луци. У јесењем дијелу сезоне 2013/14. за сениорски тим одиграо је 17 утакмица и при томе провео у игри 1530 минута. За то време уписао се једанпут у листу стрелаца и то у утакмици на Градском стадиону у Бањој Луци против екипе Славије из Источног Сарајева, у победи Борца од 2:0.
На самом крају прелазног рока 31. августа 2015. године Субић је потписао четворогодишњи уговор са београдским Партизаном. Само у првој сезони у Партизану је био у конкуренцији за први тим и тада је одиграо 10 првенствених утакмица. Потом је је на годину дана позајмљен тузланској Слободи, гдје је углавном био стандардан, да би послије Слободе, 12 мјесеци провео на нишком “Чаиру”, као члан Радничког, у којем је одиграо 22 првенствена сусрета. Посљедњу годину уговора у Хумској провео је као члан другог тима Партизана. У јулу 2019. се као слободан играч вратио у бањалучки Борац.

## Репрезентација
Дебитовао је за младу репрезентацију БиХ 10. октобра 2013. у мечу против Шпаније. Своју деби утакмицу за младу репрезентацију имао је на позив селектора Владе Јагодића.
Забележио је наступ и за перспективну селекцију Републике Српске у ревијалном мечу одиграном 9. септембра 2013. на Градском стадиону у Бањој Луци поводом прославе 20 год. од оснивања Фудбалског савеза Републике Српске.

## Трофеји

### Партизан
- Куп Србије (1) : 2015/16.